# 斯諾赫塔穹
72°11′S 2°48′W / 72.183°S 2.800°W
斯諾赫塔穹是南極洲的穹丘，位於毛德皇后地的瑪塔公主海岸，屬於阿爾曼嶺的一部分，處於霍內特峰以東6公里，挪威製圖師根據探險隊的測量和空中照片繪入地圖。